# Mikročrna luknja
Míkročŕna lúknja ali kvantnomehanska čŕna lúknja je majhna črna luknja, pri kateri imajo kvantnomehanski pojavi pomembno vlogo. Črna luknja ima lahko teoretično poljubno velikost, oziroma maso. Nekatere teorije napovedujejo, da so prvobitne črne luknje nastale med prapokom v najzgodnejši dobi razvoja našega Vesolja. Leta 1974 je Hawking teoretično ugotovil, da bi lahko te prvobitne črne luknje zaradi kvantnih pojavov »izparevale« in sevale sevanje, ki bi oddajalo snovne delce. V tej teoriji manjše mikročrne luknje izparevajo hitreje in na koncu povzročajo nenadni izbruh delcev. Satelit GLAST, katerega izstrelitev je načrtovana za leto 2008, bo iskal izbruhe žarkov gama, ki bi lahko bili povezani s takšnim izhlapevanjem.
Najmanjša masa, ki jo črna luknja lahko ima, je verjetno reda Planckove mase, približno 2 ×10−8 kg. Termodinamika črnih lukenj predvideva, da bo entropija mikročrnih lukenj približno 4π natov: Hawkingova temperatura TP / 8π, ki predstavlja toplotno energijo kvantov, in je energijsko primerljiva skoraj z maso celotne mikročrne luknje, in Comptonova valovna dolžina, enaka  Schwarzschildovem polmeru črne luknje (razdalja enaka Planckovi dolžini). To je meja, kjer klasični gravitacijski opis telesa ne more upoštevati le majhnih kvantnih popravkov, ampak popolnoma odpove.